# Otazu
Otazu es un concejo del municipio de Vitoria, en la provincia de Álava, País Vasco (España).
En su término se ubica uno de los principales cementerios de la ciudad de Vitoria, el Cementerio de El Salvador. 

## Geografía
El pueblo está situado 5 km al este del centro de Vitoria, a 545 metros de altitud en las estribaciones de los Montes de Vitoria. Forma parte de la Zona Rural Este de Vitoria. Por la localidad discurre el arroyo Arcaute.

### Ubicación
| Noroeste: Arcaya   |  | Nordeste: Ascarza |
| Oeste: Vitoria     |  | Este: Aberasturi  |
| Suroeste: Mendiola |  | Sureste: Gámiz    |

## Despoblado
Forma parte del concejo una fracción del despoblado de:
- Sarricuri.[1]

## Etimología
Aparece ya como Otazu en el Códice de San Millán del año 1025, si bien posteriormente ha aparecido escrito de otros modos, como Octazu (en un documento de 1078) u Hotaçu (en documento de 1294).

## Historia
Las primeras menciones escritas acerca del concejo datan de la Reja de San Millán en el siglo XI. En dicho documento se le menciona como una de las poblaciones del alfoz de Arrazua. En 1332 el concejo quedó adscrito a la villa de Vitoria por donación del rey Alfonso XI de Castilla, a la que ha pertenecido desde entonces.
A mediados del siglo XIX, cuando formaba parte del ayuntamiento de Elorriaga, tenía 100 habitantes. Aparece descrito en el duodécimo tomo del Diccionario geográfico-estadístico-histórico de España y sus posesiones de Ultramar de Pascual Madoz de la siguiente manera:

OTAZU: l. del ayunt. de Elorriaga, en la prov. de Alava, part. jud. de Vitoria (1 leg.), aud. terr. de Búrgos (20), c. g. de las Provincias Vascongadas, dióc. de Calahorra (15). sit. en la llanura de Alava, al SE. de Vitoria: clima saludable; le combaten todos los vienetos y se padecen enfermedades estacionales. Tiene 20 casas, igl. parr. (San Martin) servida por dos beneficiados perpétuos de los cuales uno obtiene título de cura de nombramiento del ordinario y una ermita dedicada á San Antonio abad: para surtido del vecindario hay una fuente de aguas comunes y saludables. Confina el térm. N. Arcaya; E. Ascarza; S. Gamiz, y O. Mendiola y Vitoria, y comprende dentro de su circunferencia un monte con algunos robles. El terreno participa de buena, mediana é ínfima calidad, le atraviesa un riach. que baja del puerto de Chaparra, y después de recorrer varios términos va á confundirse con el Zadorra en Gamarra. Los caminos son de pueblo á pueblo, en mal estado. El correo se recibe en la capital por los mismos interesados tres veces á la semana. prod.: trigo, cebada, avena, yeros, alholva, habas, arvejas, maíz, mijo, patatas, lentejas y otras legumbres y hortalizas; cria ganado vacuno, caza de perdices, codornices, becadas y tordas. ind.: ademas de la agricultura y ganadería hay un molino harinero. pobl.: 14 vec., 100 alm. riqueza. y contr. con su ayunt. (V.)
(Madoz, 1849, p. 407)

Décadas después, ya en el siglo XX, se describe de la siguiente manera en el tomo de la Geografía general del País Vasco-Navarro dedicado a Álava y escrito por Vicente Vera y López:

Otazu.—Aldea separada de Vitoria 3,700 metros, con 26 viviendas, de las cuales 21 son de dos pisos y 5 de uno, de ellas 3 si habitar; su población es de 128 almas de hecho y derecho, de las que 69 son varones y 59 hembras. Tiene una parroquia, rural de segunda clase, dedicada á San Martín y pertenece al arciprestazgo de Armentia, y además la ermita de San Antonio Abad. Su escuela pública, es de las llamadas incompletas. Confina, al N., con Arcaya; al S., con Gámiz; al E., con Ascarza y y al O., con Mendiola. Su término, regado por un arroyo afluente del Zadorra, produce cereales, legumbres y hortalizas, criando ganado de varias clases, con preferencia vacuno. Comunica con Vitoria por un camino vecinal. Los vecinos de Otazu, disfrutan del aprovechamiento del monte de su nombre, de una superficie de 720 hectáreas, plantado de robles.
(Vera y López, 1915-1921, p. 357)

En terreno del concejo se construyó en 1973 un nuevo cementerio para dar servicio a la ciudad de Vitoria. Este cementerio, conocido como cementerio de El Salvador, es actualmente uno de los dos cementerios principales de la ciudad. El cementerio se construyó en una zona inundable y desde su construcción arrastra un problema de inundaciones periódicas producida cuando las lluvias suben el nivel freático del acuífero subterráneo.

## Demografía
El concejo en 2018 cuenta con 75 habitantes según el Padrón Municipal de habitantes del Ayuntamiento de Vitoria.
| Gráfica de evolución demográfica de Otazu entre 2000 y 2018                                              |
| |
| Población (2000-2017) según los censos de población del INE. Población según el padrón municipal de 2018 |

## Cultura

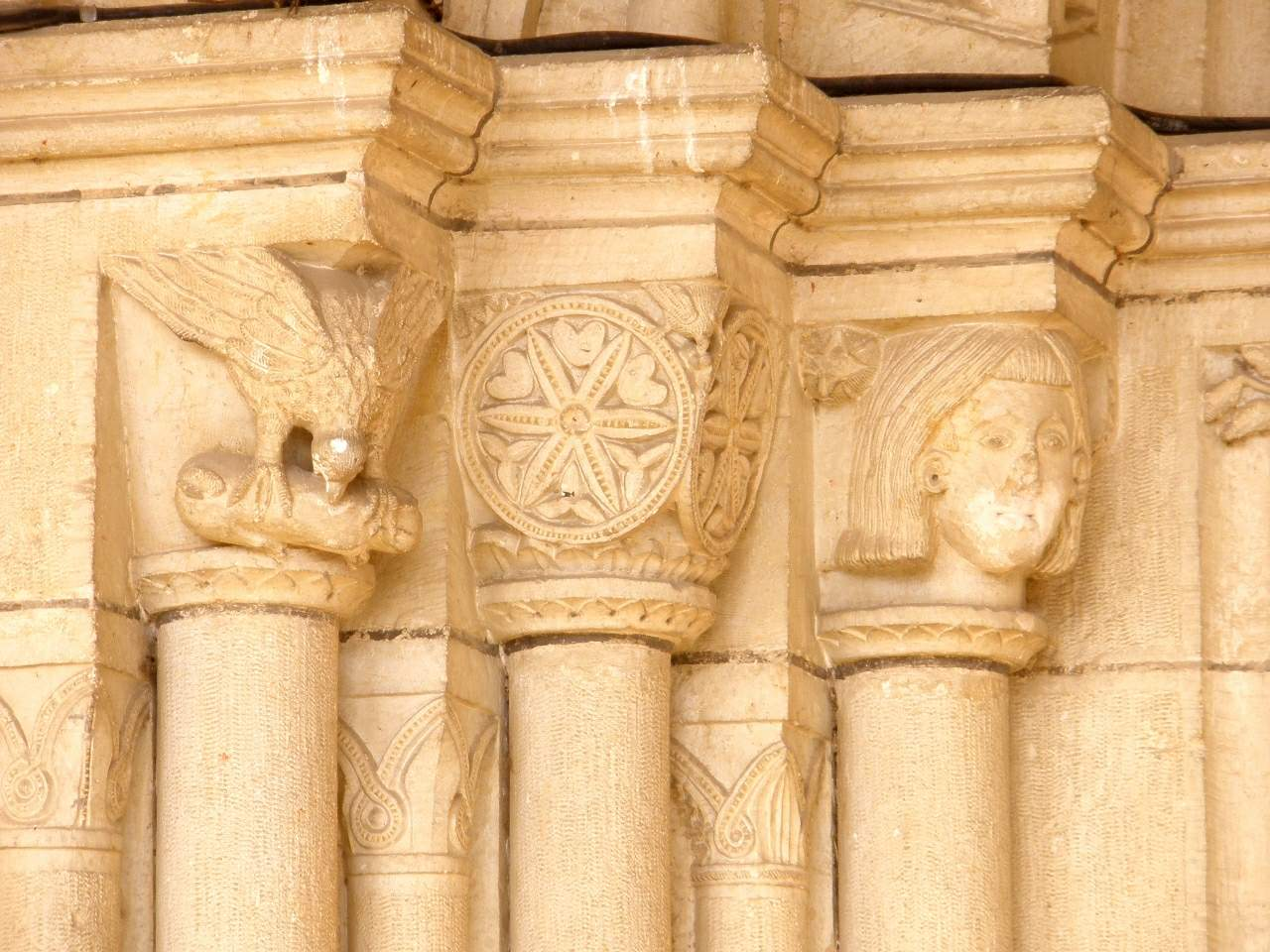
Detalle de la portada de la iglesia de Otazu

### Patrimonio material
- Iglesia de San Martín de Tours. Destaca en ella la portada, que data del siglo XIII, siendo de estilo románico. El retablo mayor está fechado en el XVII.[9] Por otro lado cabe indicar que dos Andra Maris de esta iglesia fueron llevados a Vitoria y se veneran actualmente en iglesias de la capital.
- Ermita de San Antonio. Situada junto a la carretera de Oquina, fue erigida en 1766, poseyendo un retablo de estilo barroco. Actualmente convertida en vivienda, destaca por su fachada coronada con una espadaña que sobresale entre las casas del entorno. De estilo rústico, cuenta con fábrica de mampostería, bóveda de arista y una puerta en arco rebajado, y antiguamente albergó un retablo de columnas salomónicas y mobiliario rococó.[10]
- Casa solariega. Erigida en el siglo XVI conserva en su fachada un blasón heráldico renacentista.
- Antigua estación del Ferrocarril Vasco-Navarro

### Patrimonio inmaterial
- Los vecinos eran conocidos con el apodo de Gamelleros.
- Sus fiestas patronales eran el 4 de julio.